# Eric il Vittorioso
Eric VI Björnsson, detto il Vittorioso (in norreno Eiríkr inn sigrsæli; in moderno svedese Erik Segersäll; 945 circa – 995 circa), fu il primo tra i re di Svezia la cui esistenza sia storicamente accertata (970 - 995).

## Biografia
Su di lui non si sa nulla di certo. Le terre che in origine erano sotto il suo controllo comprendevano l'Uppland e le vicine province, tuttavia non si conosce la reale estensione del suo regno. Il suo successo politico-militare starebbe, secondo il Flateyjarbók, nell'essersi alleato con i contadini contro la nobiltà.
Ciò troverebbe conferme nell'archeologia, che attesta una diminuzione dell'influenza della nobiltà sul finire del X secolo. Ciò che si può ipotizzare è che lui succedette a un certo Edmund I (forse un suo cugino) nel 970 e che fino al 975 regnò con il fratello Olof II. Dal 975 al 995 regnò da solo.
Fu forse lui a introdurre il sistema medievale scandinavo del ledung (coscrizione universale) nelle province intorno a Mälaren. Secondo Adamo di Brema, Eric si alleò con Boleslao I di Polonia per conquistare la Danimarca e dare la caccia al suo re, Sweyn Forkbeard. Si autoproclamò re di Svezia e Danimarca, territori su cui regnò fino alla morte, avvenuta nel 995.
Stando ad Adamo, Eric fu battezzato in Danimarca, ma in seguito sarebbe tornato agli antichi dei pagani. Sempre secondo Adamo, il predecessore di Eric fu Emund Eriksson (forse un suo cugino). Eric fondò probabilmente la città di Sigtuna. Gli succedette il figlio Olof III di Svezia. Erik venne sepolto a Gamla Uppsala.

## Saghe

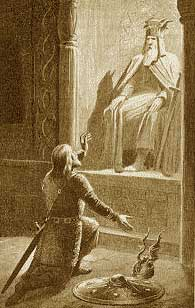
Eric prega Odino prima della battaglia del Fýrisvellir attorno al 985 secondo Jenny Nyström.

Alcune saghe nordiche sostengono che era figlio di Björn III di Svezia, chiamato anche Björn Eriksson, e che regnò insieme al fratello Olof II. Sposò Sigrid la Superba, figlia del leggendario sovrano vichingo Skagul Toste, dalla quale avrebbe in seguito divorziato, dandole come feudo il Götaland.
Secondo la Saga di Eymund prese come sua nuova sposa e regina Auð, figlia di Hákon Sigurðarson, sovrano di Norvegia. Ma prima del matrimonio suo fratello Olof morì (975) e fu quindi scelto come nuovo co-regnante il rissoso nipote Styrbjörn Starke, che però gli svedesi si rifiutarono di accettare.
Con 60 navi dategli da Eric salpò per nuove terre, impossessandosi di Jomsborg. Trovato un alleato nel cognato Aroldo I di Danimarca, chiamato anche Harold I, Styrbjörn tornò in Svezia con un grande esercito danese, ma fu sconfitto nella battaglia del Fýrisvellir, nei pressi di Gamla Uppsala.